# جو-أون: ذا كورس
جو-أون: ذا كورس (باليابانية: 呪怨 Juon) (بالإنجليزية: Ju-on: The Curse)‏ ، هي فيلم ياباني مرعب، صدرت بتاريخ 11 فبراير عام 2000م، وتعد الجزء الأول من سلاسل جو-أون المرعبة.

## وصلات خارجية
- جو-أون: ذا كورس على موقع IMDb (الإنجليزية)
- جو-أون: ذا كورس على موقع روتن توميتوز (الإنجليزية)
- جو-أون: ذا كورس على موقع ألو سيني (الفرنسية)
- جو-أون: ذا كورس على موقع أول موفي (الإنجليزية)
- جو-أون: ذا كورس على موقع فيلمافينيتي (الإسبانية)
- جو-أون: ذا كورس على موقع قاعدة بيانات الفيلم (الإنجليزية)
- جو-أون: ذا كورس على موقع ليتربوكسد (الإنجليزية)
- جو-أون: ذا كورس على موقع كينوبويسك (الروسية)
- Ju-on at the قاعدة بيانات الأفلام اليابانية
- Original Japanese trailer على يوتيوب